# Marmara
Marmara (tur. Marmara Adası, gr. Προικόνησος Proikonesos, łac. Proconnesus) – turecka wyspa położona na morzu Marmara. 
Jest największą wyspą (pow. 117,18 km²) na morzu Marmara, położona w jego zachodniej części, w prowincji Balıkesir. Najwyższe wzniesienie 699 m n.p.m. Transport na nią jest możliwy drogą morską: statkiem i promem ze Stambułu lub motorówką z Tekirdağu i Erdeku. Średnia temperatura powietrza +24,6 °C a opady roczne wynoszą średnio 700,2 mm.
Znana jest ze złóż białego marmuru, które dały jej nazwę – marmur po grecku to marmaros. 
W 493 p.n.e. została spalona przez flotę fenicką w czasie walk z królem Persji Dariuszem I Wielkim. W 410 p.n.e. została podbita przez Ateńczyków pod wodzą Alkibiadesa.
Proconnesus jest diecezją historyczną Łacińskiego Kościoła katolickiego, Obecnie diecezja jest nieobsadzona.